# Haslau bei Birkfeld
Haslau bei Birkfeld est une ancienne commune autrichienne du district de Weiz en Styrie.